# Ptychagnostidae
A Ptychagnostidae a háromkaréjú ősrákok (Trilobita) osztályának az Agnostida rendjéhez, ezen belül az Agnostina alrendjéhez tartozó család.

## Rendszerezés
A családba az alábbi nemek tartoznak:
- Allobodochus
- Criotypus
- Goniagnostus
- Lejopyge
- Myrmecomimus
- Onymagnostus
- Ptychagnostus
- Schismagnostus
- Tomagnostella
- Tomagnostus
- Yakutiana Özdikmen, 2009